# ستانيسلاف ستيباكين
ستانيسلاف ستيباكين (بالروسية: Степашкин, Станислав Иванович)‏ (1 سبتمبر 1940 – 4 سبتمبر 2013) هو ملاكم من الاتحاد السوفيتي راحل، مثّل بلاده في الألعاب الأولمبية الصيفية 1964.

## روابط خارجية
ستانيسلاف ستيباكين على موقع أوليمبيديا (الإنجليزية)